# Liseuse
Pour les articles homonymes, voir Liseuse (homonymie) et Nintendo e-Reader.

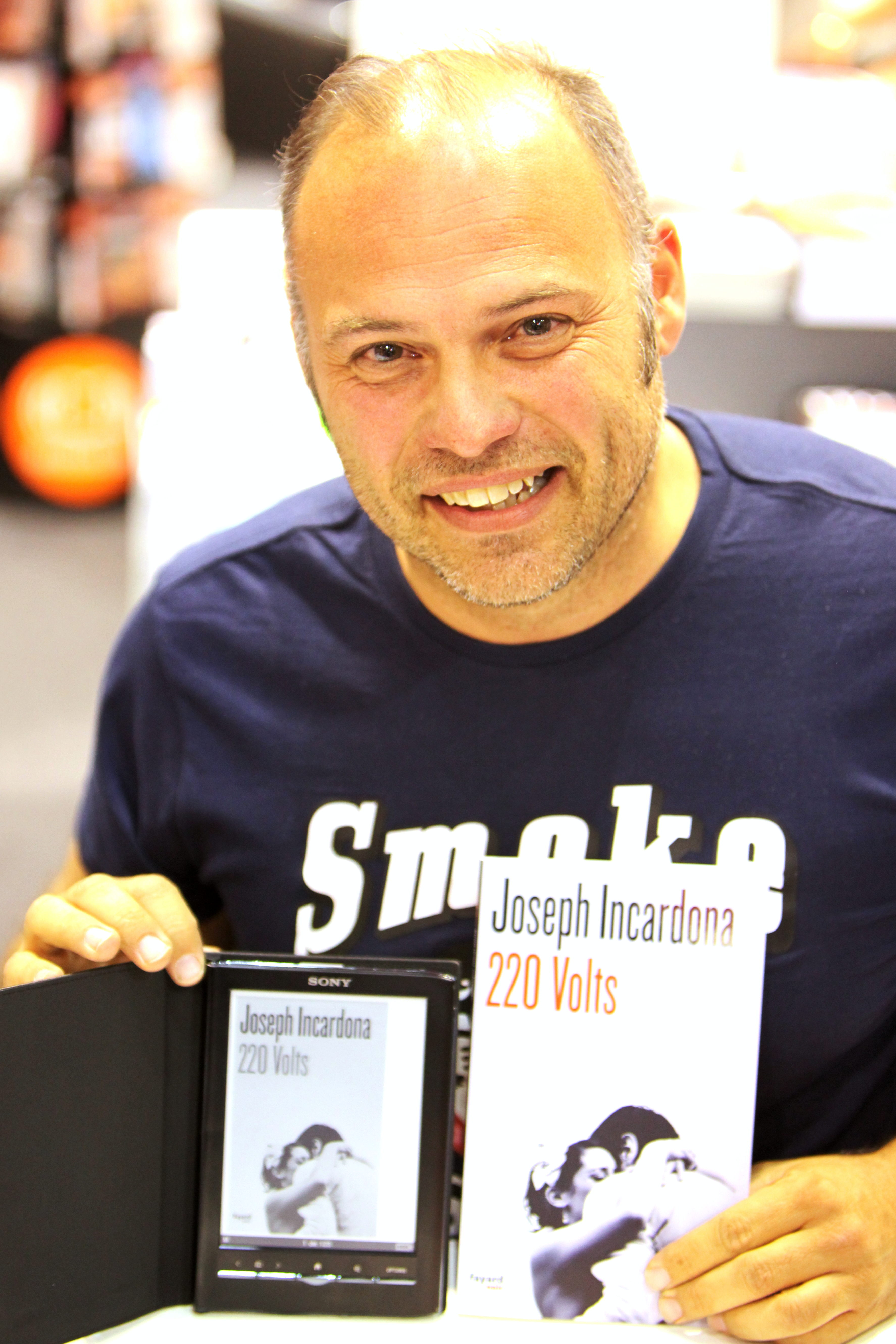
Un auteur tenant les éditions papier et numérique de son roman.

Une liseuse est un appareil mobile conçu principalement pour lire des livres numériques (ou « livrels », ou « E-book »). L'appareil est doté d'un écran pour la lecture et permet le stockage des publications numériques et la création d'une bibliothèque numérique,, facilitant ainsi l'accès rapide et organisé à des milliers de titres.
L'appareil est aussi appelé lecteur électronique, livre électronique ou tablette de lecture. Les termes issus de l'anglais reader ou e-reader peuvent également être employés pour le désigner.
D'autres appareils tels que la tablette tactile, le smartphone, l'ordinateur portable ou de bureau peuvent être dotés d'une application permettant de lire des livres numériques.

## Appellations
Le « livre numérique » caractérise le livre au format numérique, alors que le « livre électronique » caractérise le support électronique de lecture. Le « livre électronique » et la « tablette numérique », sont souvent confondus, alors que ces deux appareils ne fonctionnent pas de la même façon et n’ont pas la même utilisation. La liseuse a pour seul usage principal, la lecture, avec un rendu visuel proche du papier ; alors que la tablette numérique est un ordinateur portable permettant la lecture, mais ayant également de nombreuses autres fonctions.
Une liseuse fonctionne grâce à la technique du papier électronique, lequel utilise la lumière ambiante pour afficher le texte. Elle ne consomme pas d'énergie pour afficher du contenu, elle en utilise seulement lorsque le contenu est modifié (affichage d'une nouvelle page, surlignage, etc.). Ainsi, la liseuse possède une autonomie plus importante que celle d’une tablette : environ un mois. Le papier électronique ne permet pas, en 2011, d'afficher une page en couleur de bonne définition ni de lire une vidéo.
Le terme de liseuse a été proposé par Virginie Clayssen, directrice de la stratégie numérique du groupe Editis en 2010, pour différencier le support de lecture du fichier électronique et utiliser un terme francophone.

## Historique[10]
Le prototype d'encyclopédie mécanique créée par Ángela Ruiz Robles en 1962 est considéré comme l’ancêtre de la liseuse.
En 1992-1993, F. Crugnola et I. Rigamonti projettent et réalisent, pour leur thèse de Maîtrise à Polytechnique de Milan, le premier lecteur de livres numériques (support électronique pour la lecture seule de textes) qu'ils appellent « INCIPIT ». Parallèlement, Sony lance son Bookman en 1992, c'est une machine de 15 × 18 cm et de 5 cm d'épaisseur. Cette liseuse permet de lire sur un écran de 4,5" des documents stockés sur des disquettes spéciales. Le Bookman ne connait pas un grand succès du fait de son prix élevé, de sa faible résolution d'écran et sa pauvre autonomie.
Côté Amérique, on voit l'apparition du Rocket eBook (en) en 1999 élaboré par la société NuvoMedia, en partenariat avec l'éditeur Barnes & Noble, et du SoftBook Reader développé en 1998 par la société Softbook Press en collaboration avec Random House et Simon & Schuster. Ces tablettes permettent une plus grande mobilité que les précédentes, car elles font la taille d'un gros livre et pèsent entre 700 grammes et 2 kilos. Elles ont une faible capacité de stockage, limitée à seulement une dizaine d'ouvrages. Leur écran est rétro-éclairé et donc peu adapté à la lecture sur une longue période de temps. Du fait de ces caractéristiques, ces tablettes ne connaîtront pas un succès très important.
En 2000, la société américaine Gemstar (en) rachète NuvoMedia, SoftBook Press et la société française Oohoo (zéro heure). Avec ces achats, Gemstar veut conquérir le marché européen du livre numérique. Entre 2000 et 2001, la société Gemstar va développer et commercialiser trois générations d'e-reader : en 2000, elle va commencer avec le REB 1100, une liseuse pesant un demi kilo pour un prix de 300 dollars. Il s'agit toutefois d'un échec ; Gemstar va ensuite sortir le REB1200, un gros e-reader de presque 1 kg. Il est le premier à proposer une connexion Ethernet, mais aussi un écran tactile de couleur et une capacité de 80 000 pages. Malheureusement, son prix de 699 dollars repousse les consommateurs. Enfin, en 2001, Gemstar lance le GEB 2200, un e-reader plus proche du REB1100, mais d'un poids de seulement 1 kg. C'est encore un échec, et cela signe la fin de Gemstar dans le marché de la liseuse.

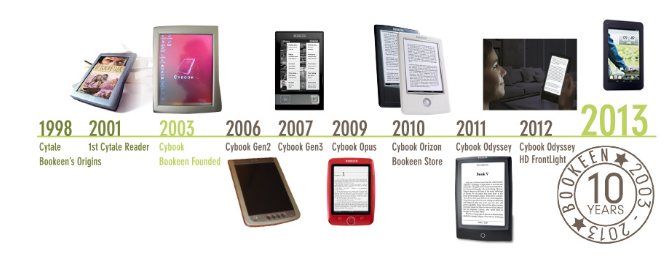
Chronologie Bookeen.

En 1998, Jacques Attali et Erik Orsenna fondent Cytale qui lance le premier appareil de lecture de livres numériques : le Cybook. Cette première tentative, très médiatisée à l'époque (un espace lui est consacré au Salon du livre de Paris) est cependant un échec commercial. Michael Dahan et Laurent Picard, les deux concepteurs de l'appareil, reprennent des actifs de celle-ci et fondent Bookeen en 2003 pour relancer la commercialisation du Cybook. Ils lancent également une librairie numérique, Ubibooks, qui propose près de 20 000 titres en cinq langues différentes, dans 58 thèmes. En 2006, Bookeen lance sa deuxième génération de Cybook, appelé Cybook Vision. C'est une liseuse innovante par rapport aux versions précédentes évoquées : elle est adaptée pour les malvoyants, avec différentes tailles de caractères et un écran de 10 pouces. En 2007, Bookeen innove à nouveau avec son Cybook Gen3, une liseuse possédant pour la première fois un écran non rétro-éclairé (avec technique de l'encre électronique).
La liseuse Kindle d'Amazon, quant à elle, est commercialisée depuis novembre 2007. Le 2 juin 2014, Suzi LeVine, nouvelle ambassadrice américaine pour la Suisse et le Liechtenstein, prête d'ailleurs serment sur un Kindle affichant le dix-neuvième amendement de la Constitution des États-Unis. Avec la liseuse Kobo de la Fnac (apparue en 2009 à Toronto), il s'agit des deux principales liseuses sur le marché actuel.

## Caractéristiques
En 2012, la majorité des liseuses sont dotées d'un écran électrophorétique tactile de taille 6" qui affiche une résolution de 600 × 800 pixels et seize niveaux de gris,. À partir de 2013, elles sont dotées d'un écran HD qui affiche une résolution de 768 × 1 024 pixels et qui intègre un système d'éclairage. Elles pèsent entre 150 et 200 g et offrent une autonomie moyenne de trente jours, hors connexion Wi-Fi. Elles peuvent disposer d'une connexion Wi-Fi permettant l'achat de livres numériques directement via la liseuse, par le biais d'une bibliothèque en ligne.
En 2014, PocketBook puis Kobo produisent des liseuses étanches,.
En 2016, Kobo sort une nouvelle fonctionnalité appelée « ComfortLight » (ou « lumière ambiante ») qui permet de lire le soir ou dans la pénombre, sans être aveuglé par une lumière trop blanche. Cette fonctionnalité permet surtout de réduire la lumière bleue émise par les écrans et facilite ainsi l'endormissement. En 2018, Kobo ajoute le mode « ComfortLight Pro » qui permet d'ajuster automatiquement la lumière.
En 2024 on voit apparaître de manière moins confidentielle les liseuses à écran couleur, notamment avec Kobo puis Vivlio qui sortent de nouveaux modèles en France. Techniquement il s'agit en fait de deux écrans superposés : un écran couleur ainsi qu'un écran noir et blanc qui quant à lui offre donc moins de contraste qu'une liseuse uniquement noir et blanc.

## Critères de sélection
Les principaux critères de sélection au niveau d'une liseuse concernent la taille de l'écran, la réaction de l'écran tactile, la compatibilité, la connectivité, et l'autonomie.
- La taille de l'écran : plus un écran est grand, plus les caractères peuvent également l'être, facilitant la lecture. Il est toutefois possible d'agrandir le texte sur une plus petite liseuse, qui sera alors plus portative.
- La réaction de l'écran : la majorité des écrans sont désormais tactiles, et permettent de surligner, annoter, etc. ; mais tous les écrans ne réagissent pas aussi rapidement aux commandes tactiles.
- La compatibilité : les livres numériques ne sont pas tous publiés dans les mêmes formats, et les liseuses ne les prennent pas tous en charge. De plus, certaines liseuses ont des exclusivités : par exemple, les liseuses Kobo ne pourront pas lire les ouvrages numériques achetés sur Amazon, qui sont formatés pour leur propre liseuse (le Kindle).
- L'autonomie de la batterie : lors d'un voyage ou d'un déplacement, il peut être utile de disposer d'un appareil offrant une grande autonomie. Certains modèles permettent des semaines d'usage sans avoir à recharger la batterie, selon l'usage qui en est fait.

Il existe également d'autres critères. Le poids peut être un facteur déterminant dans le choix d'une liseuse, celles-ci sont en effet jusqu'à deux fois plus légères que les tablettes. La possibilité de changer les paramètres du texte, comme la typographie (notamment pour grossir les caractères), ou un plus grand respect des volontés de mise en page de l'éditeur.

## Avantages et inconvénients par rapport au livre papier[28]
Le format numérique apporte certaines fonctionnalités dont la possibilité de transporter une bibliothèque entière avec soi, d'agrandir la taille des caractères, de rechercher des mots dans tout le texte, d'utiliser des fonctions de navigation hypertexte, de surligner des passages, d'ajouter des notes personnelles ou des marque-pages et de consulter un dictionnaire interne, ou encore d'écouter le texte grâce à la synthèse vocale, de consulter internet et d'écouter des fichiers audio. En 2012, de nombreuses liseuses étaient même dotées d'un écran tactile et d'une connexion Wi-Fi.

### Avantages
- Transport facile et discret de la liseuse dû à son faible poids et sa petite taille.
- Légèreté de lecture dans les mains.
- Choix de la taille et du format de la police, lecture confortable et adaptée.
- Fonctionnalités (zoom, dictionnaire, annotation).
- Rétro-éclairage permettant la lecture nocturne.
- Bibliothèque de centaines de livres à disposition.
- Bibliothèque synchronisée sur tous les appareils numériques.
- Prix réduit et gratuité des livres appartenant au domaine public (libres de droit d'auteur).
- Autonomie pouvant aller jusqu'à plusieurs semaines d'utilisation.
- Encre numérique ne fatiguant pas les yeux.
- Possibilité de lire à la plage ou au bord d'une piscine pour les modèles étanches.

### Inconvénients
- L'électronique est beaucoup plus fragile que le papier pour la plupart des modèles.
- Perte de la sensation de toucher et d'odeur du papier.
- Autonomie limitée à une charge et risque de panne ou problèmes techniques.
- Possibilité de contrôle par le distributeur des titres achetés (Ex: Amazon supprime 1984 des Kindle)[29].
- Prêt limité des livres achetés (ex: Amazon limite le prêt à 14 jours).

## Fabricants
En 2022 en France trois grandes marques proposent des liseuses.
- Amazon avec Amazon Kindle.
- Rakuten avec Kobo (by Fnac).

- Vivlio (France) et Pocketbook (Europe).

### Autres marchés
- Barnes & Noble (États-Unis et Royaume-Uni).
- Tolino avec Kobo (Allemagne).
- Onyx Boox (en) (Russie).

## Marchés

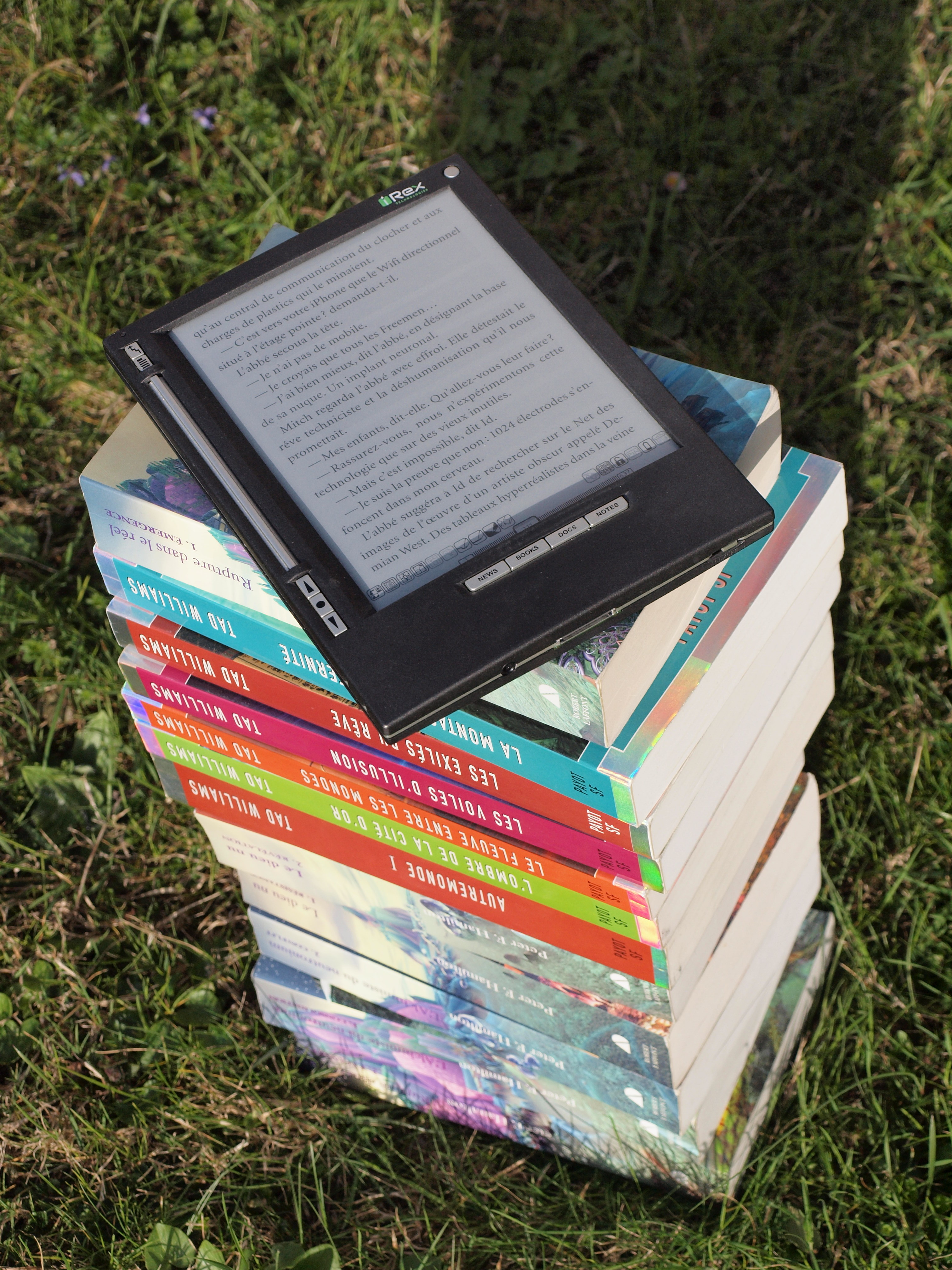
Pile de livres et liseuse.

### États-Unis
D'après une étude de Bowker Market Research,, au deuxième trimestre 2012, 55 % des acheteurs de livres numériques utilisaient des produits de la famille Kindle d'Amazon (incluant les liseuses dédiées et les tablettes polyvalentes Kindle Fire). D'après une étude GfF en 2013, 26 % des Américains seraient équipés d'une liseuse.
Depuis 2015 cependant, le marché des liseuses recule aux États-Unis. En une seule année, le marché aurait chuté de 10 %, ce qui constitue une baisse notable, surtout considérant que le prix des livres électroniques augmente. Il s'agirait probablement d'un effet de ce qui semblerait être l'arrivée à maturité imminente de cette technologie. Néanmoins, le marché des livres électroniques continue, lui, de s'accroître, ce qui signifie que les usagers ont de plus en plus tendance à utiliser d'autres types de plateformes pour leurs lectures.

### France
Le marché des liseuses décolle à partir de 2008 et progresse chaque année : 5 000 appareils vendus en 2008, 27 000 en 2010, 145 000 en 2011, 300 000 en 2012 et 350 000 en 2013. Parmi les modes de lecture numérique disponibles, la liseuse est le support de prédilection des français en 2012 devant la tablette tactile,. Selon les chiffres publiés pour 2013 par le syndicat national de l'édition, s'appuyant sur l'institut GfK, seuls 1 % des Français seraient toutefois équipés d'une liseuse.
Selon les données de 2015, le marché de France stagne. Michaël Dahan, le PDG fondateur de Bookeen, impute cela au fait que le marché des liseuses est un marché de niche, qui rejoint principalement les grands consommateurs. Les lecteurs ponctuels auraient plutôt tendance à se diriger vers les autres plateformes ou applications de lecture. Également, les liseuses ne subissent plus d'innovations substantielles. Amazon aurait même déclaré que « la société ne gagne pas d'argent sur les liseuses », ce qui justifierait probablement le ralentissement du marché.
En 2020, selon le 10e Baromètre sur les usages du livre numérique/audio, 12 millions de français ont déjà lu un livre numérique et sur le panel de 5019 sondés, 28% lisent sur une liseuse.
Les liseuses sont parfois intégrées à l'offre de prêt des bibliothèques municipales françaises.

### Canada
Au Canada, le marché des liseuses tourne principalement autour de deux fabricants, soit Amazon et Kobo. D'après les statistiques datant de 2014 du CEFRIO, 7,9% des adultes québécois possédaient une liseuse cette année là. D'après des chiffres de Booknet Canada, la tablette est préférée par les canadiens à la liseuse pour la lecture de livres électroniques. Avec 38%, elle est l'appareil le plus utilisé contre 23% pour les liseuses électroniques. Comparativement aux données de 2016, cela représente une baisse de popularité de 5% pour ces dernières. Au troisième et quatrième rang se retrouve respectivement les ordinateurs (20%) et les téléphones intelligents (20%). En 2018, selon un sondage de la même organisation, la popularité des liseuses connait une hausse de 2%.

## Impact environnemental
L'impact environnemental de la production et l'usage des liseuses reste difficile à estimer. Si elles réduisent la consommation de papier, leur production et recyclage sont sources de pollution (énergie grise).
Leur fabrication nécessite des matières premières comme l'aluminium et le cuivre ainsi que des matériaux synthétiques comme le verre. Certains minerais rares, tels que le coltan (colombite-tantalite) et le lithium (qui est nécessaire à la fabrication de batteries longue durée) sont utilisés. Plus de la moitié du coltan extrait de la Terre provient de pays africains et un quart du Brésil, ce qui implique une empreinte écologique importante (extraction, transport). L'extraction du lithium et du coltan, faite de surcroît dans des pays arides, est une grande consommatrice en eau et en énergie. Leur utilisation quant à elle requiert une source d'énergie électrique.
À la lumière de ces informations, nous pourrions croire que le livre papier serait plus écologique que la liseuse. Cependant, l'achat d’une liseuse permet la lecture de centaines de livres numériques, ce qui, à long terme, réduit considérablement l'impact de son empreinte écologique par rapport aux livres papiers.

## Liseuse ou tablette? Les alternatives
Les deux principales différences entre une liseuse et une tablette sont au niveau de l'autonomie de la batterie, et la question de l'éclairage : la tablette, plus multifonctionnelle que la liseuse, est toutefois moins adaptée à la lecture, et offre une autonomie beaucoup plus réduite (autour d'une journée) ainsi qu'un écran rétro-éclairé, ce qui complique la lecture au soleil et épuise les yeux. Par contre, elle présente l'avantage de pouvoir être utilisée pour de nombreux autres usages que la lecture, ce qui en fait souvent le choix des lecteurs plus ponctuels.
La liseuse de son côté est dédiée à la lecture. Sa batterie peut souvent durer plusieurs semaines. Elle utilise, communément, la technologie de l'encre électronique permettant un affichage se rapprochant du livre imprimé et est moins sujette au reflet. La liseuse est aussi généralement de plus petite taille que la tablette ,.
De nos jours, la liseuse n'a pas du tout le monopole des livres numériques. Ces derniers sont désormais accessibles directement sur Internet, donc à partir d'un ordinateur, et le marché a également développé plusieurs types d'applications permettant la lecture autant sur tablette que sur smartphone. La différence majeure est principalement au niveau du confort de la lecture ; selon la fréquence de l'usage, les lecteurs vont bien souvent faire leur choix en conséquence.
La question du coût entre aussi en ligne de compte. Le prix d'une tablette peut aller de 400$ en grimpant, d'après l'évaluation du média Protégez-vous datant d'octobre 2015, tandis que celui d'une liseuse tourne plutôt autour de 100$ à 200$ ,.

## Littérature
- Paul Fournel, La Liseuse, Éditions P.O.L, 2012  (ISBN 978-2-8180-1417-2), 224 pages.
- Virgile Stark, Le crépuscule des bibliothèques, Les Belles Lettres, 2015, 212 pages.